# كنسبا
كنسبا بلدة ومركز ناحية كنسبا التابعة لمنطقة الحفّة في محافظة اللاذقية. بلغ عدد سكان الناحية 18250 نسمة حسب تعداد عام 2004.
تتبعها قرى كثيرة منها نحشبا وعين القنطرة واللاذقية ووادي باصور وبللة ومزرعة بيت زينو ودويركة وكبانة وعكو وطعوما.